# Буковица Доња (Бијељина)
Буковица Доња, познатија као Доња Буковица, насељено је мјесто и мјесна заједница у граду Бијељина, Република Српска, БиХ.

## Географија
Налази се 27 километара сјеверозападно од Бијељине. Иако је ближе Брчком, припада бијељинској општини. Село има два велика засеока, Главичорак и Букваре.

## Историја
Назив Доња Буковица је по причама локалног становништва добила име по дрвету букви која је највише била присутна око рјечице Лукавца која протиче кроз Буковицу. Сјечом, скоро да је ишчезла ова врста дрвета на овом простору. Спомињу се и списи који наводе да су се на простору Буковице први населили Вук, Зарија и Митар (поријеклом из Црне Горе), прије око 300 година. Најбурнији дани у овом мјесту били су за вријеме Другог свјетског рата гдје су се као највећи борци за народно-ослободилачку борбу показали Вељко Лукић „Курјак“ и Војо Ивановић „Црногорац“, који су одликовани Орденом народног хероја.

## Култура и образовање
Доња Буковица има једну основну школу за ђаке до четвртог разреда. Старији ђаци путују локалним аутобусима у оближње село Вршани гдје постоји основна школа до осмог разреда. Ђаци који иду у средњу школу путују најчешће у Бијељину, гдје имају шири избор средњих школа.

## Привреда
Становници села се претежно баве пољопривредом. У центру села се налазе Дом културе, ОШ „Стефан Немања“, игралиште ФК „Слога Доња Буковица“, као и мини самопослуге „Ристић“ и „Гајић“. У центру се још налази пољопривредна апотека „Агро Микс“.

## Становништво
| Националност       | 1991. | 1981. | 1971. | 1961. |
| Срби               | 755   | 836   | 998   | 997   |
| Југословени        | 37    | 25    |       |       |
| Хрвати             | 1     | 1     |       |       |
| Црногорци          |       | 1     |       |       |
| Муслимани          |       | 1     |       |       |
| остали и непознато | 1     | 5     | 4     |       |
| Укупно             | 794   | 869   | 1.002 | 997   |

| Демографија | Демографија | Демографија |
| Година      | Становника  | Становника  |
| ----------- | ----------- | ----------- |
| 1948.       | 945         |             |
| 1953.       | 993         |             |
| 1961.       | 997         |             |
| 1971.       | 1.002       |             |
| 1981.       | 869         |             |
| 1991.       | 794         |             |
| 2013.       | 568         |             |

## Знамените личности
- Вељко Лукић Курјак, народни херој Југославије
- Саша Ристић, фолк пјевач
- Војо Ивановић Црногорац, народни херој Југославије
- Хаџи Алекса Ристић, сарадник Владике Николаја Велимировића